# Cailly-sur-Eure
Cailly-sur-Eure is een gemeente in het Franse departement Eure (regio Normandië) en telt 233 inwoners (1999). De plaats maakt deel uit van het arrondissement Les Andelys.

## Geografie
De oppervlakte van Cailly-sur-Eure bedraagt 3,4 km², de bevolkingsdichtheid is 68,5 inwoners per km².
De onderstaande kaart toont de ligging van Cailly-sur-Eure met de belangrijkste infrastructuur en aangrenzende gemeenten.

## Demografie
Onderstaande figuur toont het verloop van het inwonertal (bron: INSEE-tellingen).